# Waasten (Frankrijk)
Waasten (Frans: Warneton) is een gemeente in het Franse Noorderdepartement (regio Hauts-de-France) en telt 178 inwoners (1999). De plaats maakt deel uit van het arrondissement Rijsel. Aan de overkant van de Frans-Belgische grens ligt het Henegouwse Waasten.

## Geografie
De oppervlakte van Waasten bedraagt 4,2 km², de bevolkingsdichtheid is 42,4 inwoners per km².

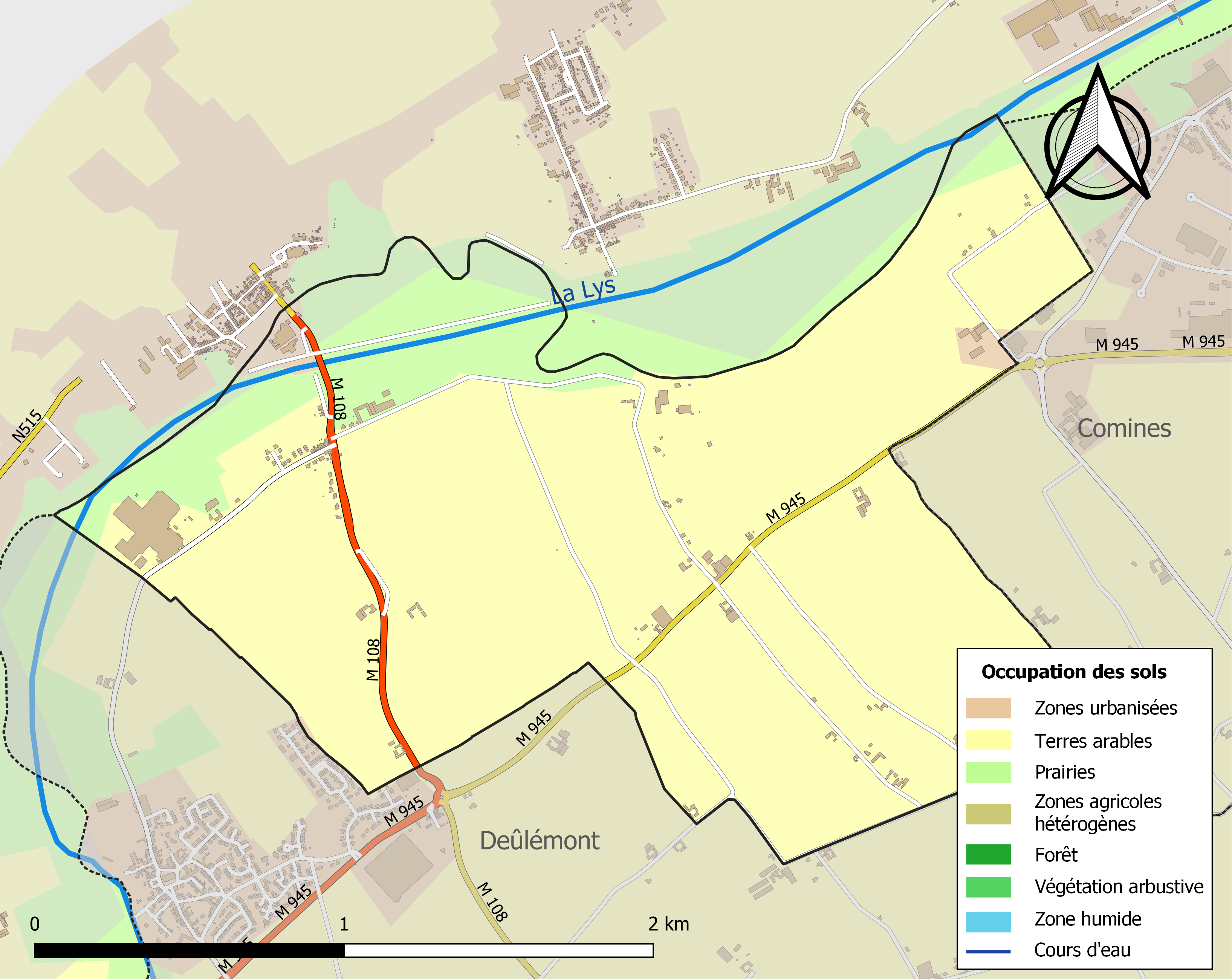
Kaart van de gemeente met belangrijkste infrastructuur, bodemgebruik en omliggende gemeenten

## Geschiedenis
Waasten werd voor het eerst vermeld in 1007 als Warnasthun (samenvoeging van een persoonsnaam en thun = omheining). In 1769 werden Zuid-Neerwaasten (Warneton-Bas) en Zuid-Waasten (Warneton-Sud) afgescheiden van Waasten en bij Frankrijk gevoegd. In 1946 werden Warneton-Bas en Warneton-Sud samengevoegd tot Waasten.
Hoewel er enige industrie bestond (fietsonderdelen, vlasroten en -hekelen, confectie) is het Franse Waasten altijd klein gebleven. Het heeft ook nooit een kerk gehad, maar behoorde tot de parochie van Deûlémont,

## Bezienswaardigheden
Waasten bezit een bunker die een vooruitgeschoven post was van de Maginotlinie.

## Natuur en landschap
Waasten ligt op de rechteroever van de Leie.

## Demografie
Onderstaande figuur toont het verloop van het inwonertal (bron: INSEE-tellingen).

## Nabijgelegen kernen
Waasten, Deûlémont, Komen, Quesnoy-sur-Deûle
Armentières · Bois-Grenier · Capinghem · La Chapelle-d'Armentières · Deûlémont · Erquinghem-Lys · Frelinghien · Houplines · Pérenchies · Prémesques · Waasten
1. ↑  Populations de référence 2022.